# Académie du corps des cadets de la noblesse

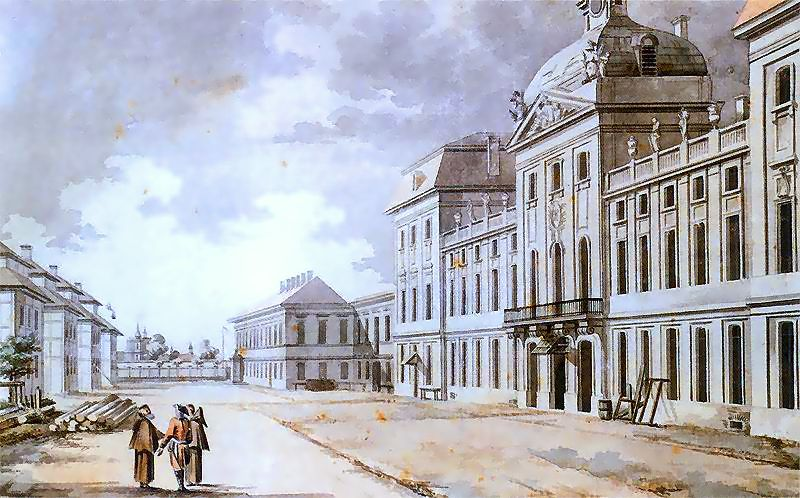
Représentation de l'École des cadets de Varsovie.

L'Académie du corps des cadets de la noblesse de Sa Majesté et de la République ou École des cadets de Varsovie (Akademia Szlacheckiego Korpusu Jego Królewskiej Mości i Rzeczypospolitej ou Szkoła Rycerska) est la première école publique d'État de la république des Deux Nations, fondée à Varsovie le 15 mars 1765 par le roi Stanisław August Poniatowski et accueillie dans son palais dit de Kazimierz.

## Histoire
Fondée au début du règne du roi Stanisław August Poniatowski et confirmée en 1768, l'Académie du Corps des cadets de la noblesse de Sa Majesté et de la République appelée aussi « Szkoła Rycerska » (École de Chevalerie) est une école pour l'instruction militaire des jeunes garçons de la noblesse polonaise qui vise aussi à répandre un esprit réformateur des Lumières. L'entretien de cette première école laïque en Pologne qui formera de futurs cadres pour l’armée et l’administration de l'État, est confié au Trésor public. Conformément à la résolution de la Diète de 1766, 400 000 zloty sont alloués par le Trésor polonais et 200 000 zloty par le Trésor lituanien. Ce montant doit assurer la formation de 200 cadets dont 2/3 de la Couronne (Pologne) et au 1/3 du Grand-Duché de Lituanie. En outre, le roi a offert 600 000 zlotys de sa caisse personnelle. La direction de l'École des Cadets était assuré par le cousin du roi, le prince Adam Kazimierz Czartoryski. Il était également l'auteur du règlement intérieur et des principes d’enseignement de l'école.
Le personnel de l'école est composé d'enseignants civils et militaires. L'éducation et l'enseignement de matières non militaires a été confiés au début à certains étrangers parmi lesquels : Nicolas Chopin, père du pianiste Frédéric Chopin, qui est professeur de la langue française et Louis d’Auvigny qui y enseigne la danse.  L’Académie est fondée 25 ans après le Collegium Nobilium (Collège des Nobles) de Stanisław Konarski et a donc profité de son expérience pédagogique, en laissant une place importante à l’enseignement des langues étrangères modernes.
L'École formait des garçons âgés de 16 à 21 ans, acceptés pour une période de trois ans. À partir de 1768, sont également organisés des cours inférieurs de cinq ans pour les jeunes de 8 à 12 ans.
Dix-huit élèves deviennent plus tard députés à la Diète et participent aux délibérations de la Diète de Quatre Ans (1788-1792), qui réforme le pays et proclame la Constitution du 3 mai 1791, le premier texte fondamental de l'Europe moderne.
Trente-quatre élèves de l'École des Cadets participèrent à l'insurrection de 1794 conduite par un de ses élèves Tadeusz Kościuszko. À la suite de la défaite du soulèvement et du troisième et ultime partage de la Pologne, la Pologne est rayée de la carte de l'Europe et l'école est fermée. Beaucoup de ses anciens élèves seront ensuite engagés comme volontaires dans l’armée française de Napoléon, nation aux alliances et aux ennemis communs.

### Élevés célèbres
- Stanisław Fiszer
- Romuald Gedroitze
- Maurycy Hauke
- Jakub Jasiński
- Tadeusz Kościuszko
- Karol Otto Kniaziewicz
- Fryderyk Józef Moszyński
- Julian-Ursyn Niemcewicz
- Rajmund Rembieliński
- Kazimierz Nestor Sapieha
- Karol Sierakowski
- Michał Sokolnicki
- Józef Sowiński
- Józef Hoene-Wroński

Entre les deux guerres mondiales, l'École des Cadets est reconstituée dans trois établissements répartis entre Cracovie, Chełmno et Rawicz.
Après la Seconde Guerre mondiale, la république populaire de Pologne organise au sein des locaux de l'École des Cadets un corps de sécurité intérieur (Korpus Bezpieczeństwa Wewnętrznego). 
De nos jours, les anciens bâtiments de l'École sont occupés par le rectorat de l'université de Varsovie.